# Przewodniczący Parlamentu Europejskiego
Przewodniczący Parlamentu Europejskiego – organ przewodniczący obradom i działalności Parlamentu Europejskiego. Jego zadaniem jest również reprezentować Parlament Europejski na świecie.

## Wybór
Przewodniczący jest wybierany w głosowaniu tajnym. Kandydaturę mogą zgłosić, za zgodą zainteresowanego, grupa polityczna, lub co najmniej 40 posłów. W Regulaminie Parlamentu Europejskiego podkreśla się, że „podczas wyboru Przewodniczącego, wiceprzewodniczących i kwestorów, wskazane jest zapewnienie sprawiedliwej reprezentacji państw członkowskich oraz opcji politycznych”.
Przewodniczący wybierany jest bezwzględną większością oddanych głosów. Jeśli po trzech turach głosowań żaden kandydat nie otrzyma takiej większości, w czwartej kandydują tylko dwaj posłowie, którzy w trzeciej turze otrzymali największą liczbę głosów. Za wybranego zostaje uznany kandydat, który otrzymał więcej głosów, a w przypadku równej liczby głosów – kandydat starszy wiekiem.
Kadencja przewodniczącego wynosi 2,5 roku.

## Funkcje
Kompetencje Przewodniczącego określa art. 20 Regulaminu Parlamentu Europejskiego. Przewodniczący kieruje całością prac Parlamentu i jego organów. Ponadto posiada pełnię uprawnień do przewodniczenia obradom Parlamentu i zapewnienia ich sprawnego przebiegu. W tym zakresie Przewodniczący:
- otwiera, zawiesza i zamyka posiedzenia,
- rozstrzyga o dopuszczalności poprawek (do projektu dokumentu) oraz o zgodności sprawozdań z Regulaminem,
- dba o przestrzeganie Regulaminu i utrzymanie porządku,
- udziela głosu,
- ogłasza zamknięcie dyskusji,
- poddaje wnioski pod głosowanie i ogłasza wyniki głosowania,
- kieruje do komisji informacje dotyczące spraw leżących w ich gestii.

Przewodniczący może zabrać głos w dyskusji tylko w celu jej podsumowania lub zdyscyplinowania mówcy. Jeżeli chce on brać udział w debacie, opuszcza fotel Przewodniczącego, który może zająć ponownie dopiero po jej zakończeniu.
Na płaszczyźnie kontaktów międzynarodowych, podczas oficjalnych uroczystości, w czynnościach administracyjnych, sądowych i finansowych Parlament jest reprezentowany przez Przewodniczącego, który może delegować te uprawnienia na wiceprzewodniczących. Ponadto wiceprzewodniczący zastępują Przewodniczącego w razie jego nieobecności, niemożności wykonywania przez niego obowiązków, bądź gdy chce on uczestniczyć w dyskusji.

## Lista Przewodniczących

### Przewodniczący ZgromadzeniaEuropejskiej Wspólnoty Węgla i Stali(1952–1958)
| Imię i nazwisko   | Daty urzędowania         | Daty urzędowania         | Frakcja | Partia narodowa | Kraj   |
| ----------------- | ------------------------ | ------------------------ | ------- | --------------- | ------ |
| Paul-Henri Spaak  | 1952–1954                | 1952–1954                | SOC     | BSP-PSB         | Belgia |
| Alcide De Gasperi | 1954                     | 1954                     | CD      | DC              | Włochy |
| Giuseppe Pella    | 1954–1956                | 1954–1956                | CD      | DC              | Włochy |
| Hans Furler       | 1956–1958 (pierwszy raz) | 1956–1958 (pierwszy raz) | CD      | CDU             | RFN    |

### Przewodniczący Zgromadzenia Parlamentarnego (1958–1962)
| Imię i nazwisko | Rozpoczęcie urzędowania | Zakończenie urzędowania | Frakcja | Partia Narodowa | Kraj    |
| Robert Schuman  | 1958                    | 1960                    | CD      | MRP             | Francja |
| Hans Furler     | 1960                    | 1962                    | CD      | CDU             | RFN     |

### Przewodniczący powołanego Parlamentu (1962–1979)
| Imię i nazwisko     | Urzędowanie | Urzędowanie | Frakcja | Partia Narodowa |
| Gaetano Martino     | 1962–1964   | LIB         | PLI     | Włochy          |
| Jean Duvieusart     | 1964–1965   | CD          | RW      | Belgia          |
| Victor Leemans      | 1965–1966   | CD          | CVP     | Belgia          |
| Alain Poher         | 1966–1969   | CD          | MRP     | Francja         |
| Mario Scelba        | 1969–1971   | CD          | DC      | Włochy          |
| Walter Behrendt     | 1971–1973   | SOC         | SPD     | RFN             |
| Cornelis Berkhouwer | 1973–1975   | LIB         | VVD     | Holandia        |
| Georges Spénale     | 1975–1977   | SOC         | PS      | Francja         |
| Emilio Colombo      | 1977–1979   | CD          | DC      | Włochy          |

### Przewodniczący wybieranego Parlamentu (od 1979)
| Lp.  | Zdjęcie          | Imię i Nazwisko       | Objęcie urzędu   | Złożenie urzędu  | Frakcja        | Partia Narodowa | Kraj            | Kadencja PE |
| ---- | ---------------- | --------------------- | ---------------- | ---------------- | -------------- | --------------- | --------------- | ----------- |
| 1    |                  | Simone Veil           | 17 lipca 1979    | 19 stycznia 1982 | ELDR obecne RE | UDF             | Francja         | 1           |
| 2    |                  | Piet Dankert          | 19 stycznia 1982 | 24 lipca 1984    | PES obecne S&D | PvdA            | Holandia        | 1           |
| 3    |                  | Pierre Pflimlin       | 24 lipca 1984    | 20 stycznia 1987 | EPP            | UDF             | Francja         | 2           |
| 4    |                  | Henry Plumb           | 20 stycznia 1987 | 25 lipca 1989    | ED             | Konserwatyści   | Wielka Brytania | 2           |
| 5    |                  | Enrique Barón Crespo  | 25 lipca 1989    | 21 stycznia 1992 | PES obecne S&D | PSOE            | Hiszpania       | 3           |
| 6    |                  | Egon Klepsch          | 21 stycznia 1992 | 19 lipca 1994    | EPP            | CDU             | Niemcy          | 3           |
| 7    |                  | Klaus Hänsch          | 19 lipca 1994    | 14 stycznia 1997 | PES obecne S&D | SPD             | Niemcy          | 4           |
| 8    |                  | José María Gil-Robles | 14 stycznia 1997 | 20 lipca 1999    | EPP            | PP              | Hiszpania       | 4           |
| 9    |                  | Nicole Fontaine       | 20 lipca 1999    | 15 stycznia 2002 | EPP            | UMP             | Francja         | 5           |
| 10   |                  | Pat Cox               | 15 stycznia 2002 | 20 lipca 2004    | ELDR obecne RE | NIezależny      | Irlandia        | 5           |
| 11   |                  | Josep Borrell         | 20 lipca 2004    | 16 stycznia 2007 | PES obecne S&D | PSOE            | Hiszpania       | 6           |
| 12   |                  | Hans-Gert Pöttering   | 16 stycznia 2007 | 14 lipca 2009    | EPP            | CDU             | Niemcy          | 6           |
| 13   |                  | Jerzy Buzek           | 14 lipca 2009    | 17 stycznia 2012 | EPP            | PO              | Polska          | 7           |
| 14   |                  | Martin Schulz         | 17 stycznia 2012 | 18 czerwca 2014  | S&D            | SPD             | Niemcy          | 7           |
| p.o  |                  | Gianni Pittella       | 18 czerwca 2014  | 1 lipca 2014     | S&D            | PD              | Włochy          | 7           |
| (14) |                  | Martin Schulz         | 1 lipca 2014     | 17 stycznia 2017 | S&D            | SPD             | Niemcy          | 8           |
| 15   |                  | Antonio Tajani        | 17 stycznia 2017 | 3 lipca 2019     | EPP            | Forza Italia    | Włochy          | 8           |
| 16   |                  | David Sassoli         | 3 lipca 2019     | 11 stycznia 2022 | S&D            | PD              | Włochy          | 9           |
| p.o  |                  | Roberta Metsola       | 11 stycznia 2022 | 18 stycznia 2022 | EPP            | Partia Narodowa | Malta           | 9           |
| 17   | 18 stycznia 2022 | Roberta Metsola       | 16 lipca 2024    |                  | EPP            | Partia Narodowa | Malta           | 9           |
| 18   | 16 lipca 2024    | Roberta Metsola       |                  | 10               | EPP            | Partia Narodowa | Malta           |             |